# Légation apostolique de Ravenne
La légation apostolique de Ravenne est une subdivision administrative des États pontificaux instituée sur le territoire de la Romagne par le motu proprio du pape Pie VII du 6 juillet 1816.
Dans sa configuration définitive, la légation confinait au nord avec la légation de Ferrare, à l’est avec la Mer Adriatique, au sud avec la légation de Forlì et le Grand-duché de Toscane, à l’ouest avec la légation de Bologne.
Le territoire disposait de trois ports : Primaro, Porto Corsini (Ravenne) et Cervia.
C'était une délégation apostolique de 1re classe dirigée par un cardinal, mais elle portait pourtant le titre de légation. À la suite de la réforme administrative de Pie IX le 22 novembre 1850, elle fut incluse dans la légation des Romagnes.

### Source de traduction
- (it) Cet article est partiellement ou en totalité issu de l’article de Wikipédia en italien intitulé « Legazione apostolica di Ravenna » (voir la liste des auteurs) le 11/07/2012.